# (4473) Sears
(4473) Sears (1981 DE2) – planetoida z pasa głównego asteroid okrążająca Słońce w ciągu 5,25 lat w średniej odległości 3,02 j.a. Odkryta 28 lutego 1981 roku.